# イーストランド郡 (テキサス州)
イーストランド郡（イーストランドぐん、英: Eastland County）は、アメリカ合衆国テキサス州の中央部北に位置する郡である。2010年国勢調査での人口は18,583人であり、2000年の18,297人から1.6%増加した。郡庁所在地はイーストランド市（人口3,960人）であり、同郡で人口最大の都市でもある。イーストランド郡は1858年に設立され、郡名はテキサス革命時の軍人で、ミーア遠征隊に参加し、いわゆる「ブラック・ビーン処刑」で殺された唯一の士官ウィリアム・モスビー・イーストランドに因んで名付けられた
郡内のシスコとレンジャーの町にはジュニア・カレッジがある。

## 地理
アメリカ合衆国国勢調査局に拠れば、郡域全面積は932平方マイル (2,413.9 km2)であり、このうち陸地926平方マイル (2,398.3 km2)、水域は6平方マイル (15.5 km2)で水域率は0.63%である。

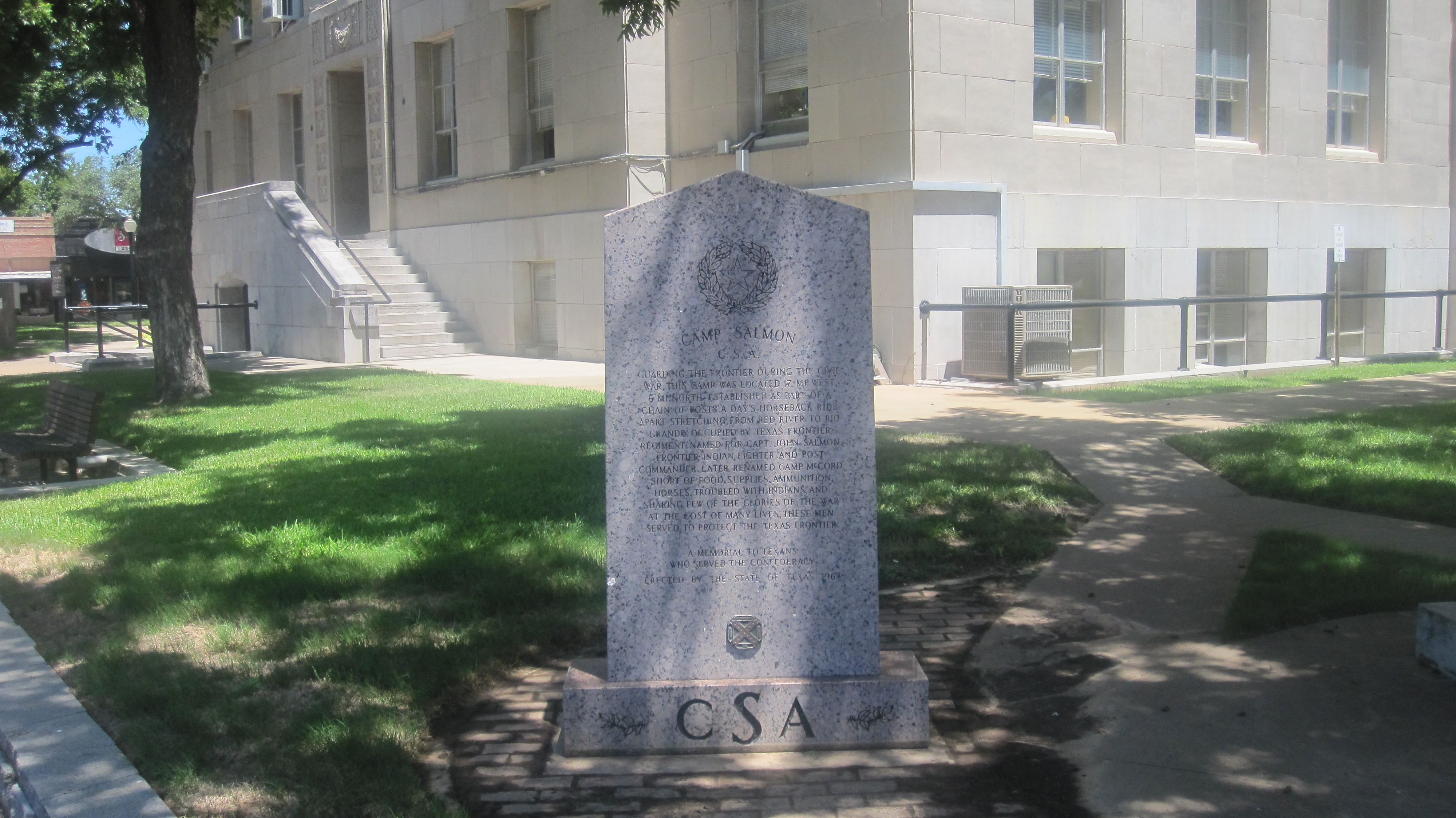
イーストランド市のイーストランド郡庁舎前芝生にある南軍記念碑

### 主要高規格道路
- 州間高速道路20号線
- アメリカ国道183号線
- テキサス州道6号線
- テキサス州道16号線
- テキサス州道36号線
- テキサス州道112号線

### 隣接する郡
- スティーブンズ郡 - 北
- パロピント郡 - 北東
- イーラス郡 - 東
- コマンチ郡 - 南東
- ブラウン郡 - 南
- キャラハン郡 - 西
- シャックルフォード郡 - 北西

## 人口動態

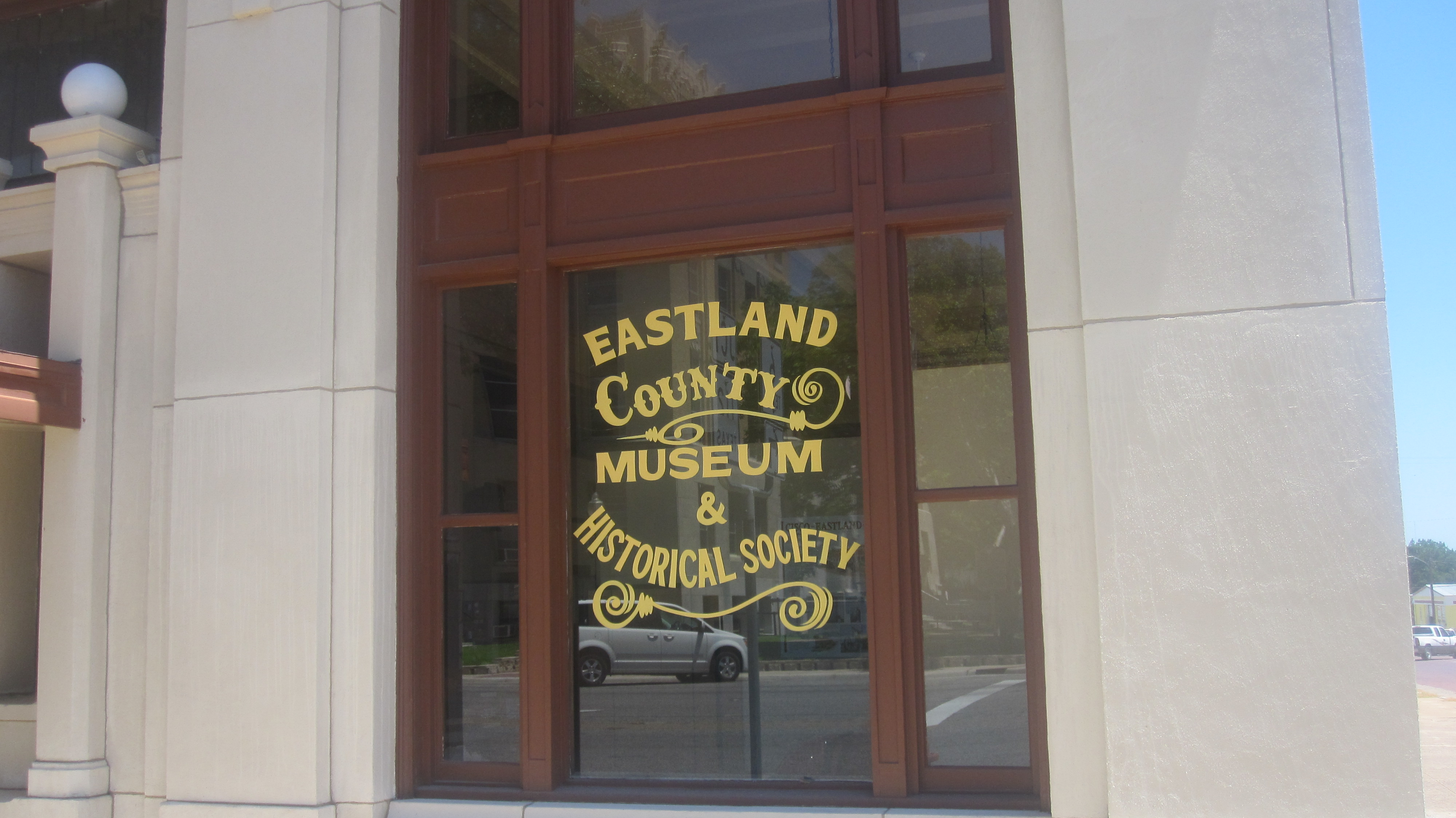
郡庁舎の向かい側にあるイーストランド郡博物館と歴史協会を収める建物.

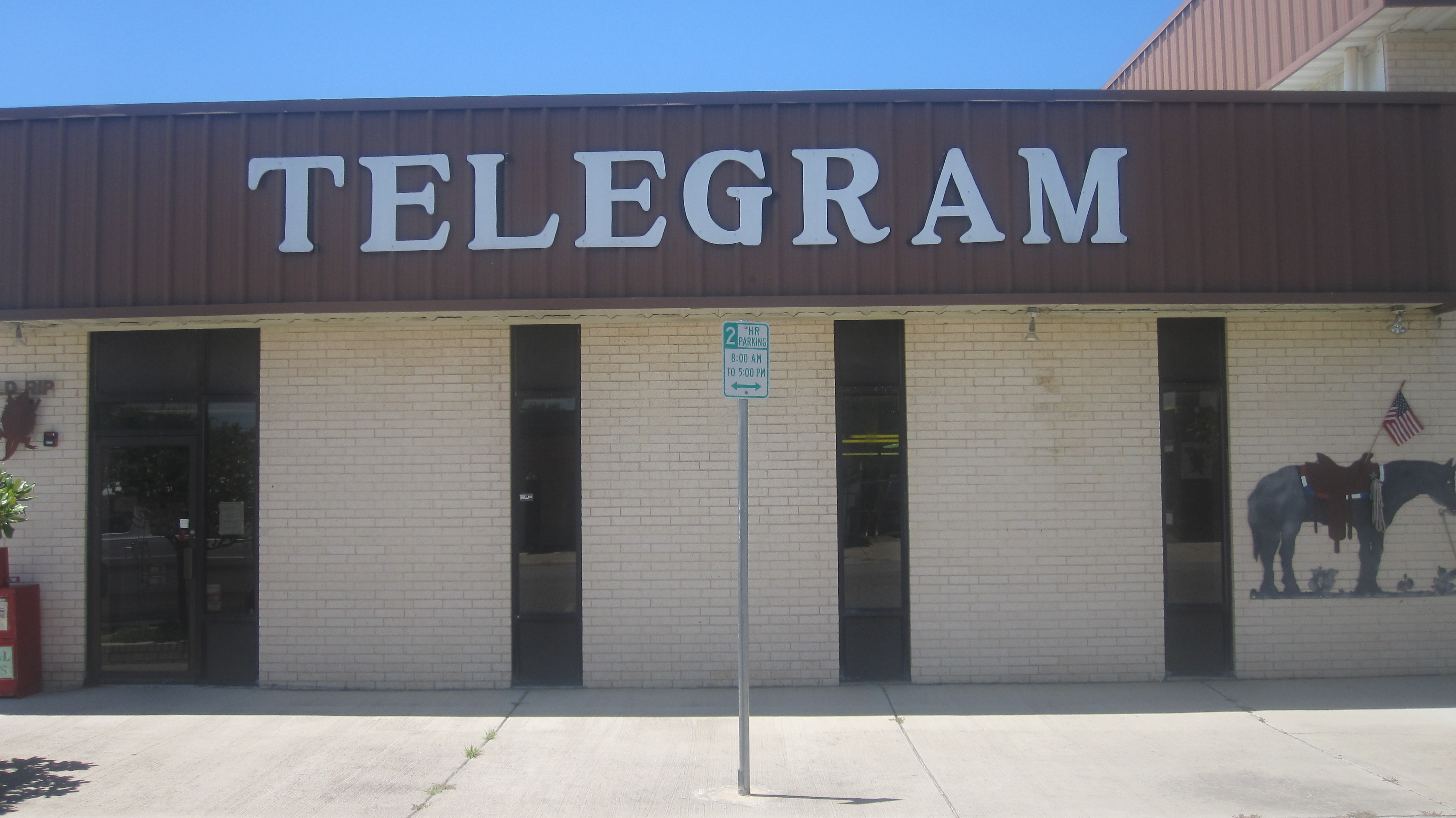
「イーストランド・テレグラム」新聞社

以下は2000年の国勢調査による人口統計データである。
| 基礎データ - 人口: 18,297人 - 世帯数: 7,321 世帯 - 家族数: 5,036 家族 - 人口密度: 8人/km2（20人/mi2） - 住居数: 9,547軒 - 住居密度: 4軒/km2（10軒/mi2） 人種別人口構成 - 白人: 91.03% - アフリカン・アメリカン: 2.18% - ネイティブ・アメリカン: 0.48% - アジア人: 0.21% - 太平洋諸島系: 0.02% - その他の人種: 4.83% - 混血: 1.25% - ヒスパニック・ラテン系: 10.80% 年齢別人口構成 - 18歳未満: 23.2% - 18-24歳: 9.8% - 25-44歳: 22.3% - 45-64歳: 23.9% - 65歳以上: 20.9% - 年齢の中央値: 41歳 - 性比（女性100人あたり男性の人口） - 総人口: 94.1 - 18歳以上: 90.6 | 世帯と家族（対世帯数） - 18歳未満の子供がいる: 27.7% - 結婚・同居している夫婦: 55.4% - 未婚・離婚・死別女性が世帯主: 9.5% - 非家族世帯: 31.2% - 単身世帯: 28.6% - 65歳以上の老人1人暮らし: 16.2% - 平均構成人数 - 世帯: 2.39人 - 家族: 2.93人 収入と家計 - 収入の中央値 - 世帯: 26,832米ドル - 家族: 33,562米ドル - 性別 - 男性: 25,598米ドル - 女性: 17,112米ドル - 人口1人あたり収入: 14,870米ドル - 貧困線以下 - 対人口: 16.8% - 対家族数: 12.1% - 18歳未満: 23.1% - 65歳以上: 14.8% |

## メディア
イーストランド郡はアビリーン・シーウォーター・ブラウンウッド・メディア市場に属している。地元ではテレビ局5局から放送が流されている。イーストランド、レンジャー、シスコ各市ではダラス・フォートワースからのケーブルテレビ放送も視聴できる。郡内で発行される新聞は、「イーストランド・テレグラム」「ライジング・スター」「レンジャー・タイムズ」「シスコ・プレス」の4紙がある。

## 教育
イーストランド郡は比較的人口が少ないが、シスコ市にはシスコ・カレッジ、レンジャー市にはレンジャー・カレッジがある。

## 都市と町
| - カーボン - シスコ - デスデモーナ、ゴーストタウン - イーストランド - 郡庁所在地 - ゴーマン | - マンガム、ゴーストタウン - オールデン、未編入の町 - レンジャー - ライジング・スター - ロムニー、未編入の町 |